# ÍA Akranes
Maillots
Le Íþróttabandalag Akranes ou ÍA Akranes est le principal club sportif d'Akranes en Islande. Outre sa section phare, celle de football, le club compte aussi des sections de gymnastique, de basket-ball, de volley-ball, de natation, de karaté, de baseball, d'équitation, de badminton et de bowling.

## Historique
- 1946 : fondation du club
- 1951 : premier titre de champion d'Islande. ÍA devient le premier club en dehors de Reykjavik à être titré.
- 1970 : 1re participation à une Coupe d'Europe (C3, saison 1970/71)
- 1976 : élimine l'Omonia Nicosie et atteint les huitièmes de finale de la Coupe des clubs champions (sorti par le Dynamo Kiev)
- 1996 : élimine au premier tour le club de Sileks Kratovo lors de la Coupe UEFA puis est éliminé lors du second tour par le CSKA Moscou.

## Bilan sportif

### Palmarès

#### Football masculin
- Championnat d'Islande (18)
  - Champion : 1951, 1953, 1954, 1957, 1958, 1960, 1970, 1974, 1975, 1977, 1983, 1984, 1992, 1993, 1994, 1995, 1996, 2001
  - Vice-champion : 1952, 1955, 1959, 1961, 1963, 1964, 1965, 1969, 1978, 1979, 1985, 1997

- Championnat d'Islande de deuxième division (4)
  - Champion : 1968, 1991, 2011 et 2023

- Coupe d'Islande (9)
  - Vainqueur : 1978, 1982, 1983, 1984, 1986, 1993, 1996, 2000, 2003
  - Finaliste : 1961, 1963, 1964, 1965, 1969, 1974, 1975, 1976, 1999, 2021

- Coupe de la Ligue islandaise (3)
  - Vainqueur : 1996, 1999, 2003
  - Finaliste : 2019, 2024

- Supercoupe d'Islande (5)
  - Vainqueur : 1978, 1987, 1994, 1995, 2004
  - Finaliste : 1975, 1976, 1983, 1984, 1985, 1993, 1996, 1997

#### Football féminin
- Championnat d'Islande de football féminin (3)
  - Champion : 1984, 1985, 1987

- Coupe d'Islande de football féminin (4)
  - Vainqueur : 1989, 1991, 1992, 1993
  - Finaliste : 1983, 1984, 1985, 1987, 1988, 1990

### Bilan européen

#### Bilan
| Compétition                | P  | M  | V  | N | D  | BP | BC  | Diff. |
| -------------------------- | -- | -- | -- | - | -- | -- | --- | ----- |
| Ligue des champions (C1)   | 9  | 22 | 3  | 4 | 15 | 18 | 47  | -29   |
| Coupe des coupes (C2)      | 4  | 8  | 0  | 2 | 6  | 2  | 15  | -13   |
| Ligue Europa (C3)          | 13 | 34 | 11 | 1 | 22 | 35 | 99  | -64   |
| Coupe Intertoto            | 2  | 6  | 1  | 1 | 4  | 8  | 13  | -5    |
| Coupe des villes de foires | 1  | 2  | 0  | 0 | 2  | 0  | 15  | -15   |
| Total                      | 29 | 72 | 15 | 8 | 49 | 63 | 189 | -126  |

#### Résultats
Légende
- Victoire ou qualification pour le tour suivant
- Match nul
- Défaite ou élimination de la compétition

Note : dans les résultats ci-dessous, le score du club est toujours donné en premier
| Saison    | Compétition                | Tour                | Club                 | Domicile | Extérieur | Total  |
| --------- | -------------------------- | ------------------- | -------------------- | -------- | --------- | ------ |
| 1970-1971 | Coupe des villes de foires | 32es de finale      | Sparta Rotterdam     | 0 - 6    | 0 - 9     | 0 - 15 |
| 1971-1972 | Coupe des clubs champions  | Seizièmes de finale | Sliema Wanderers     | 0 - 4    | 0 - 0     | 0 - 4  |
| 1975-1976 | Coupe des clubs champions  | Seizièmes de finale | Omonia Nicosie       | 4 - 0    | 1 - 2     | 5 - 2  |
| 1975-1976 | Coupe des clubs champions  | Huitièmes de finale | Dynamo Kiev          | 0 - 2    | 0 - 3     | 0 - 5  |
| 1976-1977 | Coupe des clubs champions  | Seizièmes de finale | Trabzonspor          | 1 - 3    | 2 - 3     | 3 - 5  |
| 1977-1978 | Coupe des coupes           | Seizièmes de finale | SK Brann             | 0 - 4    | 0 - 1     | 0 - 5  |
| 1978-1979 | Coupe des clubs champions  | Seizièmes de finale | FC Cologne           | 1 - 1    | 1 - 4     | 2 - 5  |
| 1979-1980 | Coupe des coupes           | Seizièmes de finale | FC Barcelone         | 0 - 1    | 0 - 5     | 0 - 6  |
| 1980-1981 | Coupe UEFA                 | 32es de finale      | FC Cologne           | 0 - 4    | 0 - 6     | 0 - 10 |
| 1983-1984 | Coupe des coupes           | Seizièmes de finale | Aberdeen FC          | 1 - 2    | 1 - 1     | 2 - 3  |
| 1984-1985 | Coupe des clubs champions  | Seizièmes de finale | KSK Beveren          | 2 - 2    | 0 - 5     | 2 - 7  |
| 1985-1986 | Coupe des clubs champions  | Seizièmes de finale | Aberdeen FC          | 1 - 3    | 1 - 4     | 2 - 7  |
| 1986-1987 | Coupe UEFA                 | 32es de finale      | Sporting Portugal    | 0 - 9    | 0 - 6     | 0 - 15 |
| 1987-1988 | Coupe des coupes           | Seizièmes de finale | Kalmar FF            | 0 - 0    | 0 - 1 ap  | 0 - 1  |
| 1988-1989 | Coupe UEFA                 | 32es de finale      | Újpest FC            | 0 - 0    | 1 - 2     | 1 - 2  |
| 1989-1990 | Coupe UEFA                 | 32es de finale      | RFC Liège            | 0 - 2    | 1 - 4     | 1 - 6  |
| 1993-1994 | Ligue des champions        | Tour préliminaire   | Partizani Tirana     | 3 - 0    | 0 - 0     | 3 - 0  |
| 1993-1994 | Ligue des champions        | Seizièmes de finale | Feyenoord Rotterdam  | 1 - 0    | 0 - 3     | 1 - 3  |
| 1994-1995 | Coupe UEFA                 | Tour préliminaire   | Bangor City          | 2 - 0    | 2 - 1     | 4 - 1  |
| 1994-1995 | Coupe UEFA                 | Seizièmes de finale | FC Kaiserslautern    | 0 - 4    | 1 - 4     | 1 - 8  |
| 1995-1996 | Coupe UEFA                 | Tour préliminaire   | Shelbourne FC        | 3 - 0    | 3 - 0     | 6 - 0  |
| 1995-1996 | Coupe UEFA                 | Seizièmes de finale | Raith Rovers         | 1 - 0    | 0 - 3     | 1 - 3  |
| 1996-1997 | Coupe UEFA                 | Premier tour Q      | Sileks Kratovo       | 2 - 0    | 0 - 1     | 2 - 1  |
| 1996-1997 | Coupe UEFA                 | Deuxième tour Q     | CSKA Moscou          | 0 - 2    | 1 - 4     | 1 - 6  |
| 1997-1998 | Ligue des champions        | Premier tour Q      | FC Košice            | 0 - 1    | 0 - 3     | 0 - 4  |
| 1998-1999 | Coupe UEFA                 | Premier tour Q      | Žalgiris Vilnius     | 3 - 2    | 0 - 1     | 3 - 3E |
| 1999      | Coupe Intertoto            | Premier tour        | Teuta Durrës         | 2 - 0    | 0 - 1     | 2 - 1  |
| 1999      | Coupe Intertoto            | Deuxième tour       | KSC Lokeren          | 1 - 3    | 1 - 3     | 2 - 6  |
| 2000-2001 | Coupe UEFA                 | Tour préliminaire   | KAA La Gantoise      | 0 - 3    | 2 - 3     | 2 - 6  |
| 2001-2002 | Coupe UEFA                 | Tour préliminaire   | Club Bruges KV       | 1 - 6    | 0 - 4     | 1 - 10 |
| 2002-2003 | Ligue des champions        | Premier tour Q      | Željezničar Sarajevo | 0 - 1    | 0 - 3     | 0 - 4  |
| 2004-2005 | Coupe UEFA                 | Premier tour Q      | TVMK Tallinn         | 4 - 2    | 2 - 1     | 6 - 3  |
| 2004-2005 | Coupe UEFA                 | Deuxième tour Q     | Hammarby IF          | 1 - 2    | 0 - 2     | 1 - 4  |
| 2005      | Coupe Intertoto            | Premier tour        | Inter Turku          | 0 - 4    | 0 - 0     | 0 - 4  |
| 2006-2007 | Coupe UEFA                 | Premier tour Q      | Randers FC           | 2 - 1    | 0 - 1     | 2 - 2E |
| 2008-2009 | Coupe UEFA                 | Premier tour Q      | FC Honka             | 2 - 1    | 0 - 3     | 2 - 4  |